# Donau-Günz
| Correlatieschema | Correlatieschema | Correlatieschema | Correlatieschema |
| Alpien           |                  | Scandinavisch    | M.I.S.           |
| ---------------- | ---------------- | ---------------- | ---------------- |
| Würm             | =                | Weichselien      | 2-5d             |
| Riss-Würm        | =                | Eemien           | 5e               |
| Riss             | =                | Saalien          | 6                |
| Mindel-Riss      |                  | ?                |                  |
| Mindel           | =                | Cromerien-A      | 16?              |
| Günz-Mindel      |                  | ?                |                  |
| Günz             |                  | Tiglien          | 92?              |
| Donau-Günz       |                  | ?                |                  |
| Donau            |                  | ?                |                  |
| Biber-Donau      |                  | ?                |                  |
| Biber            |                  | Pretiglien?      |                  |
| tabel 1          |                  |                  |                  |

De etage Donau-Günz (of: Donau-Günz Interglaciaal) is het interglaciaal tussen het Günz- en het Donau Glaciaal in de Alpiene indeling van het Pleistoceen. Deze indeling is gebaseerd op de vergletsjeringen van de Alpen tijdens de verschillende opeenvolgende glacialen. In de alpiene indeling worden de warme perioden (interglacialen) genoemd naar de eraan voorafgaande en de erop volgende glacialen.
Het Donau-Günz Interglaciaal uit de Alpiene indeling werd vaak gecorreleerd met het Waalien. Recent onderzoek heeft uitgewezen dat gesteenten uit het terraslichaam wat oorspronkelijk door Penck & Brückner als Günz is beschouwd een ouderdom van 2,35 Ma heeft. Omdat het Günz Glaciaal jonger is dan het Donau-Günz Interglaciaal moet dit laatste dus ouder dan 2,35 Ma zijn. Dat betekent dat het Donau-Günz Interglaciaal overeen moet komen met een interglaciaal uit het Vroeg-Tiglien of het Praetiglien. Met welk van de interglacialen uit de Noord-Europese indeling het Donau-Günz Interglaciaal precies correleert is vooralsnog onduidelijk (Zie tabel 1).